# Mettina Bentum
Mettina (Tity) Bentum (1925-2017) was een Nederlandse filmmaker, bekend om haar documentaires over politieke gebeurtenissen en haar activisme voor vrouwen- en homo-emancipatie. Haar werk leverde een belangrijke bijdrage aan de audiovisuele collectie van de Groninger Archieven, met films die zijn gemaakt tussen 1977 en 1985. Naast haar werk als filmmaker was Bentum ook actief als docent en stagecoördinator aan de Sociale Academie. Na haar pensionering zette ze haar creatieve talenten voort door te schilderen en diverse vrouwenkoortjes en de cabaretgroep d’Olle Griezen te begeleiden met haar accordeon.

## Biografie
Tity Bentum werd geboren in 1925 in Nieuw-Buinen. Ze was gedurende haar leven een prominente figuur in zowel de politieke als de culturele scene van Groningen. Haar partner, Joke Koppenol, was actief in de Groningse politiek van 1966 tot 1982, eerst als gemeenteraadslid en later als statenlid. Gedurende Koppenols politieke carrière vergezelde Bentum haar regelmatig, gewapend met haar camera, en documenteerde ze verschillende politieke gebeurtenissen, zoals verkiezingen voor de Tweede Kamer en Provinciale Staten.

### Activisme en filmmaker
Bentum stond bekend om haar betrokkenheid bij de vrouwen- en homo-emancipatie. Tussen 1977 en 1983 legde ze met haar camera tal van gebeurtenissen vast in de binnenstad van Groningen, waaronder protesten voor de legalisering van abortus, optredens van Hare Krishna-aanhangers en de ontruiming van kraakpanden. Haar werk gaf een stem aan de LGBTQ+-gemeenschap en documenteerde de strijd voor gelijke rechten en acceptatie.
Een van haar meest opvallende documentaires was de viering van Roze Zaterdag in Groningen in 1985. Deze film biedt een levendig portret van de LGBTQ+-gemeenschap, met beelden van dragqueens, ouders die openlijk steun betuigen aan homoseksualiteit, en verschillende optredens die de feestelijke en inclusieve sfeer van het evenement vastleggen.

#### Persoonlijk Leven
Als een fervent voorstander van gelijkheid, als Dolle Mina en een criticus van traditionele genderrollen, had Bentum oorspronkelijk bezwaren tegen het institutionele huwelijk. Echter, in 2005, na 35 jaar samen te zijn geweest, traden Bentum en Koppenol toch in het huwelijk, wat veel media-aandacht trok. Tot aan haar overlijden in 2017 waren Bentum en Koppenol bijna 47 jaar lang partners.

## Filmografie (selectie)
- Landelijke verkiezingen in Groningen (1977)
- Vrouwenfestival (1978)
- Verkiezingen Provinciale Staten (1978)
- Stadsbeelden (1977-1983)
- Schaatsen (1981)
- Statenvoetbal (1982)
- Homodag Groningen (1985)